# شهرستان هنسن (داکوتای جنوبی)
شهرستان هنسن، داکوتای جنوبی (به انگلیسی: Hanson County, South Dakota) یک سکونتگاه مسکونی در ایالات متحده آمریکا است که در داکوتای جنوبی واقع شده‌است.

## خصوصیات
شهرستان هنسن ۱٬۱۲۸ کیلومترمربع مساحت دارد.